# Agregados de nanobarras de diamante
Los agregados de nanobarras de diamante o ADNRs por sus iniciales en inglés (Aggregated Diamond NanoRods), son una forma nanocristalina de diamante, conocida también como nanodiamante o hiperdiamante. En un trabajo del año 2003 se ha demostrado de manera convincente que el nanodiamante puede ser producido comprimiendo grafito, y en el mismo trabajo, se encontró que resulta mucho más duro que el diamante corriente, lo cual lo convierte en el material más duro conocido.[cita requerida] Tiempo más tarde fue también producido por la compresión de buckminsterfullereno, confirmándose que se trata del material más duro y el menos compresible de todos los conocidos. Con un módulo de compresibilidad isotermal de 491 Gigapascales, mientras que el diamante convencional posee un módulo de 442-446 GPa; estos resultados fueron inferidos a partir de datos de difracción de rayos X, los cuales además indican que los ADNRs son 0,3% más densos que los diamantes comunes.
El mismo grupo describiría más tarde a los ADNRs como "poseedores de una dureza y un Módulo de Young comparables a los del diamante natural, pero con una resistencia al desgaste superior".
Una superficie de diamante puro <111> (normal a la diagonal mayor del cubo) posee una dureza con un valor de 167±6 GPa al ser rayada con una punta de nanodiamante, mientras que una muestra de nanodiamante posee un valor de 310 GPa al ser rayada con una punta del mismo material. Sin embargo, el ensayo únicamente funciona de manera adecuada cuando la punta de ensayo se encuentra confeccionada con un material más duro que el de la muestra a ser ensayada. Esto significa que el verdadero valor para el nanodiamante probablemente sea un poco menor a 310 GPa.

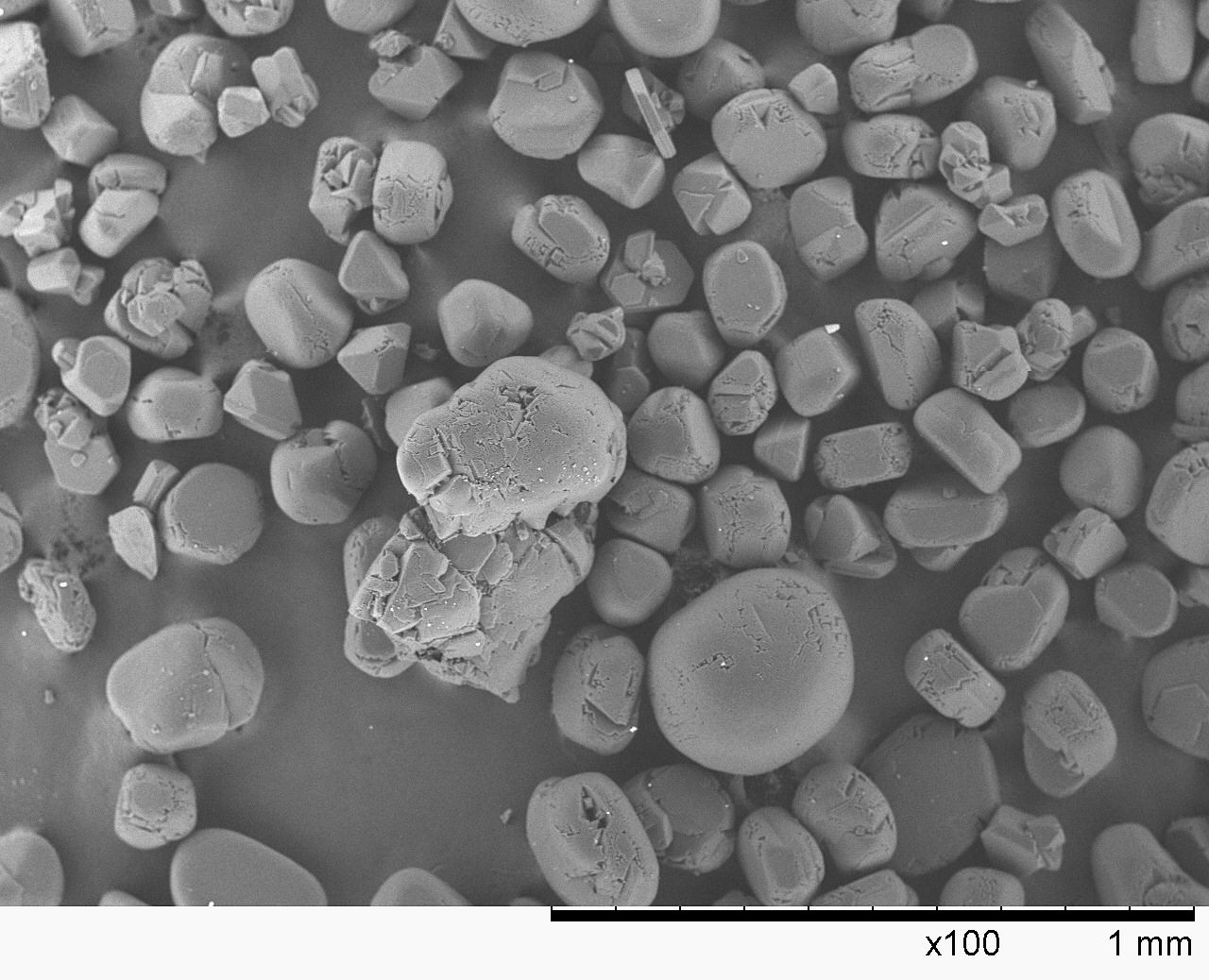
Polvo de fullerita microfotografía por (microscopio electrónico de barrido)

Los ADNRs son producidos por compresión de polvo de fullerita, una de las formas sólidas del alótropo de carbono conocido como fullereno, por medio de dos métodos más o menos similares. Uno de los métodos hace uso de una celda de yunque de diamante aplicando una presión de ~37 GPa, pero sin aplicación de calor. En el otro método, la fullerita es comprimida a bajas presiones (2–20 GPa) y luego calentada a temperaturas en el rango de los 300–2500 K.

 El material se encuentra formado por una serie de nanobarras de diamante interconectadas, cada una de estas barras posee un diámetro de entre 5 y 20 nanómetros y una longitud en torno al micrómetro.
Materiales de extrema dureza, de lo que en retrospectiva parecen haber sido nanodiamantes ya habían sido reportados en los años 1990.